# Typosyllis farallonensis
Typosyllis farallonensis är en ringmaskart som beskrevs av Blake och Walton 1977. Typosyllis farallonensis ingår i släktet Typosyllis och familjen Syllidae. Inga underarter finns listade i Catalogue of Life.